# Větrný mlýn (Dolní Sklenov)
Větrný mlýn holandského typu se nachází v obci Hukvaldy část Dolní Sklenov, okres Frýdek-Místek. Byl zapsán do Ústředního seznamu kulturních památek ČR.

## Historie
Větrný mlýn stojí na úbočí kopce Vrchy v nadmořské výšce 330 m. Na původním místě stál dřevěný větrný mlýn, který v josefínském katastru z roku 1787 je uveden jako Klepáč. V roce 1804 stál na svahu kopce zděný větrný mlýn, na který teprve v roce 1830 byla instalovaná otáčivá střecha. Mlýn byl funkční až do konce 19. století, pak bylo z mlýna odstraněno mlecí zařízení, lopaty větrného kola uřezány a mlýn upraven pro bydlení. Po ukončení druhé světové války mlýn pustl. V roce 1953 památkový ústav požadoval po MNV zajištění mlýna proti krádežím. V roce 1960 byl mlýn zakoupen do osobního vlastnictví a upraven na rekreační středisko. 

## Popis
Větrný mlýn byl čtyřpodlažní omítanou zděnou stavbou na kruhovém Půdorysu, ve tvaru komolého kužele, zakončen vysokou kuželovou střechou krytou šindelem. Mlýn je jedenáct metrů vysoký s vnitřním průměrem pět metrů a 7,5 metrů s vnějším průměrem. Použitým materiálem je lomový kámen. Střecha krytá šindelem. Přízemí mlýna sloužilo k bydlení, první patro jako skladiště, druhé jako mlýnice s mlecími kameny a třetí patro bylo vybaveno náhonovým zařízením s palečnicovým kolem.
| průměr [m] | průměr [m] | výška [m] | zdroj |
| ---------- | ---------- | --------- | ----- |
| venkovní   | vnitřní    | výška [m] | zdroj |
| 7,5        | 5          | 11        | [ 2 ] |